# Ibis carunculat
L'ibis carunculat (Bostrychia carunculata) és una espècie d'ocell de la família dels tresquiornítids (Threskiornithidae), que habita zones humides al bosc obert a Etiòpia i Eritrea. Pot ser observat inclús a les ciutats.